# Герб лену Сконе
Герб лену Сконе (швед. Skåne läns vapen) — символ сучасного адміністративно-територіального утворення лену Сконе.

## Історія
Герб ландскапу Сконе відомий з 1660 року. Лен Сконе утворено 1 січня 1997 р. з ленів Мальмегус і Крістіанстад.

## Опис (блазон)
У червоному полі відірвана золота коронована голова грифона.

## Зміст
Герб лену розроблено на основі герба історичної провінції (ландскапу) Сконе.
Герб лену може використовуватися органами влади увінчаний королівською короною.

## Галерея

Герб ландскапу Сконе
Герб лену Мальмегус (до 1997)
Герб лену Крістіанстад (до 1997)